# Ефект Кондо
Ефект Кондо — явище зростання опору металу з магнітними домішками при зменшенні температури.
Завдяки ефекту Кондо температурна залежність опору металу з магнітними домішками має мінімум при певній температурі. Ефект виникає завдяки обмінній взаємодії між електронами провідності та електронами d-оболонок магнітних домішок.
Зазвичай опір металів росте з температурою, оскільки при зростанні температури збільшується вклад коливань атомів у кристалічній ґратці у розсіяння електронів. При зменшенні температури до нуля у металів як правило є певний залишковий опір, зумовлений розсіянням на дефектах. У випадку металів з магнітними домішками опір дещо зростає при дуже малих температурах.
Ефект названий на честь японського фізика-теоретика Кондо Дзюна, який пояснив це явище у 1964 році.